# یواس‌اس منهتن (۱۸۶۳)
یواس‌اس منهتن (۱۸۶۳) (به انگلیسی: USS Manhattan (1863)) یک کشتی بود که طول آن ۲۲۳ فوت (۶۸٫۰ متر) بود. این کشتی در سال ۱۸۶۳ ساخته شد.